# 알렉산드리아 항공
알렉산드리아 항공(영어: EgyptAir Express)는 이집트의 전세 항공사로 본사는 이집트 카이로에 위치해 있으며 2006년에 설립했다. 또한 사용하고 있는 허브 공항으로 카이로 국제공항, 알렉산드리아 국제공항이 있다.

## 보유 기종
- 2012년 4월 기준으로 알렉산드리아 항공은 다음과 같은 기종을 보유하고 있으며 평균 기령은 20년이다.[1]